# موریس بیشاپ
موریس بیشاپ (انگلیسی: Maurice Bishop; زاده ۲۱ مهٔ ۱۹۴۴ – درگذشته ۱۹ اکتبر ۱۹۸۳) یک سیاست‌مدار کمونیست اهل گرنادا بود. طی کودتایی در ۱۹۷۹ به قدرت رسید و نخست‌وزیر حکومت انقلابی خلق گرانادا شد. در ۱۹۸۳ طی کودتایی دیگر برکنار و اعدام شد. چند روز پس از مرگ او تهاجم آمریکا به گرانادا رخ داد.